# Ce qu'ils aiment
Singles de Sheryfa Luna
Si tu n'étais plus là
(2008) Je reviendrai
(2009)
Ce qu'ils aiment est une chanson de la chanteuse RnB Sheryfa Luna, extraite de son second album studio, Vénus sorti en 2008. Le morceau est sorti en tant que second single de l'album le 2 mars 2009. Il se classe à la 6e place en France.

## Genèse
La chanson parle des caprices d'une femme qui sont que les hommes cèdent à tous leurs désirs.

## Classement hebdomadaire
| Classement (2009)               | Meilleure position |
| ------------------------------- | ------------------ |
| Belgique (Wallonie Ultratip 50) | 13                 |
| France (SNEP)                   | 6                  |